# Nazionale maschile di beach soccer della Slovacchia
La nazionale di beach soccer della Slovacchia rappresenta la Slovacchia nelle competizioni internazionali di beach soccer.